# پول تقلبی

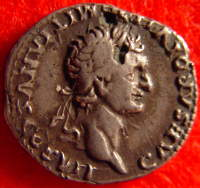
سکه تقلبی متعلق به دوران امپراطوری روم باستان

پول تقلبی (انگلیسی: Counterfeit money) به پولی اطلاق می‌گردد، که بدون تحریم قانونی از سوی دولت، به صورت تقلبی چاپ می‌شود. تولید یا استفاده از پول‌های تقلبی، به عنوان نمونه‌ای از کلاهبرداری و جعل اسناد شناخته می‌شود. پیشینه استفاده از پول تقلبی، به قدمت شکل‌گیری پول و سکه بازمی‌گردد. پیش از معرفی پول کاغذی، شایع‌ترین روش جعل پول، مخلوط کردن فلزات پایه با طلا یا نقره بود. در طول جنگ جهانی دوم، نازی‌ها، اقدام به چاپ گسترده پوند استرلینگ و دلار آمریکا نمودند. جدیدترین روش جعل پول، چاپ اسکناس با استفاده از پرینتر می‌باشد.